# Colorado Pete
Colorado Pete (* 3. Mai 1909 als George Martin; † 19. Januar 1969) war ein US-amerikanischer Country- und Western-Musiker sowie Radiostar. Colorado Pete war bekannt für sein Lächeln, das den biggest gold tooth east of Cripple Creek („den größten Goldzahn östlich des Cripple Creek“) hatte.

## Leben
George Martin wurde 1909 geboren und sang in seinen frühen Jahren nur in seinem nahen Umfeld. Das Blue Yodeling lernte er bei gemeinsamen Abenden am Lagerfeuer. Schließlich wurde er von seinen Freunden ermutigt, sich professionell im Musikgeschäft zu versuchen. Anfang der 1930er-Jahre unterzeichnete er einen Vertrag mit dem Radiosender KMBC in Kansas City, Missouri, wo er als „Colorado Pete“ auftrat und schnell weit über die Stadtgrenzen hinaus unter diesem Namen bekannt wurde. Teilweise trat er auch bei WHB in Kansas City auf.
Colorado Pete bediente sich der Klischees des Wilden Westens und sang hauptsächlich populäre Western- und Cowboy-Songs, die den wilden Westen romantisch verklärten. Er trat oft in den damals typischen Cowboy-Kostümen auf oder war auch als Goldsucher und richtiger Cowboy gekleidet. Colorado Pete hatte zu jeder Tageszeit eine Show bei KMBC und erlangte weiterhin große Popularität im Mittleren Westen als „Kansas City’s Singin‘ Cowboy“.
1938 startete KMBC ihre Live-Barn-Dance-Show Brush Creek Follies, die zu einem vollen Erfolg und zeitweise neben dem National Barn Dance zur beliebtesten Show ihrer Art werden sollte. Colorado Pete war von Anfang an einer der Musiker, die dort auftraten und entwickelte sich schnell zum Favoriten des Publikums. Für die nächsten fast 20 Jahre sollte dies so bleiben. Ab 1939 ging er regelmäßig mit anderen KMBC-Stars wie Kit and Kay, Millie and Sue oder den Oklahoma Wranglers auf Tournee durch den Mittleren Westen, spielte auf Ausstellungen, in Theatern und Auditorien.
Mitte der 1950er-Jahre wurden die Brush Creek Follies abgesetzt, da Barn Dance Shows veraltet und auch die Zeiten der „Singin‘ Cowboys“ längst vorbei waren. Danach verliert sich Colorado Petes Spur.